# Ventnor
Ventnor – nadmorskie miasto na południowym wybrzeżu Wyspy Wight, w Anglii. Ośrodek wypoczynkowy i sportów wodnych o znaczeniu regionalnym. Posiada specyficzny subtropikalny mikroklimat, co umożliwia funkcjonowanie ogrodu botanicznego z roślinami tropikalnymi. 
Największe w Wielkiej Brytanii skupisko jaszczurki murowej. Dla zachowania gatunku jaszczurkom wybudowano specjalną ścianę w ogrodzie botanicznym.

## Położenie
Jest położone u podnóża St Boniface Down – najwyższego punktu wyspy (241 m n.p.m., na zboczu stromych klifów opadających do morza. Miasto leży na podłożu gliniastym, co powoduje obsuwanie się gruntu wskutek erozji. 

## Atrakcje turystyczne
- Ogród botaniczny Ventnor z roślinami tropikalnymi.
- Krabowe żniwa (ang. Crab Fayre)
- Antykwariaty, sklepy ze starociami, bric-a-brac, z których słynie miasto[4].